# Lynda Chalker
Lynda Chalker, baronne Chalker de Wallasey, (née Bates le 29 avril 1942) est une femme politique du parti conservateur britannique qui est députée de Wallasey de 1974 à 1992. Elle est ministre d'État chargée du développement outre-mer et de l'Afrique au ministère des Affaires étrangères du gouvernement conservateur de 1989 à 1997.
Chalker dirige la délégation britannique qui participe à la première Conférence internationale de Tokyo sur le développement de l'Afrique en octobre 1993 .
Elle détient conjointement le record du 20e siècle pour un service gouvernemental continu, avec Kenneth Clarke, Malcolm Rifkind, Tony Newton et Patrick Mayhew, occupant ses fonctions pendant toute la durée des 18 années au pouvoir des conservateurs.
Chalker est actuellement présidente de la Royal Geographical Society.

## Jeunesse et éducation
Chalker fait ses études à Roedean (où elle est préfète), à l'Université de Heidelberg, à l'Université Queen Mary de Londres et à l'Université de Westminster (alors connue sous le nom de Polytechnic of Central London), et travaille comme statisticienne et chercheuse de marché, avec Shell, Mex et BP et le Centre de recherche d'opinion (ORC), avant d'entrer au Parlement en tant que député de Wallasey, Merseyside en 1974, succédant à l'ancien ministre Ernest Marples.
Chalker occupe un certain nombre de postes gouvernementaux, comme sous-secrétaire d'État parlementaire au ministère de la Santé et de la Sécurité sociale de 1979 à 1982 et au ministère des Transports de 1982 à 1983. En 1983, elle devient ministre d'État aux Transports, nommée Ministre d'État pour l'Europe en 1986. Cependant, elle n'est jamais promue membre du Cabinet. Gillian Shephard fait valoir que le Premier ministre Margaret Thatcher aurait dû promouvoir Chalker au Cabinet, déclarant: «Lynda occupait un poste très élevé en tant que sous-ministre des Affaires étrangères, et elle avait beaucoup travaillé sur sa propre politique de développement en Afrique et ailleurs. Elle était une joueuse sérieuse, fidèle à une faute et n'a jamais mis le pied dedans - une femme de première classe. " Lorsqu'on lui a demandé, Chalker a déclaré qu'elle croyait avoir été négligée parce que Thatcher voulait être la seule femme au Cabinet .

## Carrière professionnelle
Chalker obtient une pairie à vie en tant que baronne Chalker de Wallasey, de Leigh-on-Sea dans le comté d'Essex en 1992, après avoir perdu son siège à l'élection générale de cette année.
Chalker est la fondatrice et présidente d'Africa Matters Limited, un cabinet de conseil indépendant fournissant des conseils et une assistance aux entreprises qui lancent, développent ou développent leurs activités en Afrique. Elle est membre du conseil consultatif international de Lafarge et siège au conseil d'administration de l'Investment Climate Facility for Africa.
Elle est consultante pour la table ronde présidentielle des investisseurs ougandais (PIRT) qui conseille le président ougandais Yoweri Museveni sur les moyens d'améliorer le climat d'investissement et la compétitivité de l'Ouganda.
Chalker est membre du conseil d'administration de Sentebale, une organisation caritative destinée à aider les enfants les plus démunis du Lesotho, dont beaucoup sont victimes de l'extrême pauvreté et de l'épidémie de VIH / SIDA dans cette région. Elle fonde la Chalker Foundation, qui cherche à soutenir l'amélioration des soins de santé en Afrique.
Elle est administrateur non exécutif et président du comité de responsabilité d'entreprise et de réputation d'Unilever, prenant sa retraite en mai 2007, après trois mandats de trois ans. Elle rejoint le conseil d'Unilever en tant que directrice consultative en 1998, devenant administratrice non exécutive en 2004. 
Chalker est une ancienne présidente de Medicines for Malaria Venture, une fondation à but non lucratif dédiée à la réduction du fardeau du paludisme dans les pays d'endémie. Elle est une ancienne directrice non exécutive de Group Five (Pty). Elle reçoit la médaille Livingstone par la Royal Scottish Geographical Society en 2000.
En juin 2014, Chalker reçoit la citoyenneté honorifique du Mozambique par le président Armando Guebuza pour ses services dans ce pays.
Chalker est sélectionnée pour le Grassroot Diplomat Initiative Award en 2015 pour son travail avec Africa Matters, et elle reste dans le répertoire de la publication Grassroot Diplomat Who's Who.
En 2018, elle succède à Nicholas Crane en tant que président de la Royal Geographical Society.